# チャラパルタ
チャラパルタ(バスク語: Txalaparta, バスク語発音: [tʃaˈlapaɾta], [tʃalaˈpaɾta])は、木板や石を用いたバスク地方特有の打楽器（民族楽器）。サラパルタ（zalaparta, ラケットの意味）とも呼ぶ地域もある。

## 特徴
厚みのある1枚または複数枚の木板の上に木撥（きばち）を上から落として音を出す打楽器である。チャラパルタの音は半径5キロメートルの範囲に響くとされ、かつては遠隔地との通信手段に用いられたとされている。必ず2人1組となって演奏され、それぞれが長さ約10インチ、直径約1.5インチの木撥を持つ。一方の奏者が2本の木撥で基本的なリズムを奏で、もう一方の奏者が相方のリズムの合間に叩いて音を出す。それぞれの奏者が叩く部位が重なることはなく、2人の奏者が同時に叩くことはない。

## 歴史

### 起源
19世紀後半以降、チャラパルタは葬儀（イレタ）や祝祭（ハイ）時、消石灰の製造時、サガルド（リンゴ酒）の製造時のコミュニケーションツールとして用いられた。リンゴ酒を製造し終えた後、リンゴの圧搾に使用された木板が隣人を呼ぶために叩かれた。その後、祝賀会が開催され、リンゴ酒を飲む間、陽気にチャラパルタが演奏された。リンゴ酒製造過程でチャラパルタが用いられたとする文脈は、しばしば牛の角から放たれた音がチャラパルタとともに鳴らされたことを明らかにしている。実際に、リンゴ酒とサガルドテギ（リンゴ酒蔵、サイダーハウス）は、我々が直接知るチャラパルタにとって唯一の伝統的な文脈である。また、死者が出た時にもチャラパルタで遠隔地に伝達された。
同様の背景はチャラパルタと同じくバスクの民族打楽器であるキリコケタにも適用される。キリコケタはリンゴをすりつぶすために使用された。数千年にわたってチャラパルタがこの方法に用いられていたと主張する人もいるが、様々な推論があるにもかかわらず、その起源は謎に包まれたままである。とてもよく似た楽器として、ルーマニアのtoacăやギリシャのセマントロン(semantron)もやはり人を呼び出すのに使用されていた。カトリック教会と東方正教会が分裂する前、一般的なキリスト教の祈りとチャラパルタを関連付ける解釈もある。10世紀まで、キリスト教の教会でベル（鐘）は使用されなかった。

### 現代の復興
1960年代までチャラパルタ奏者は減少の一途をたどった。1960年頃にチャラパルタ奏者はわずか2組4人しかいなかったとされるが、その後バスク民族主義が復興する過程で伝統楽器が見直され、一躍脚光を浴びるようになった。ギプスコア県サン・セバスティアン近郊のエルナニにエルナニ・チャラパルタ学校(Hernaniko txalaparta eskolaren)が設立されて以降、1980年代まで若い世代の間でチャラパルタは着実に拡大し、バスク地方外に進出した。1987年にはエルナニでチャラパルタ祭(Txalaparta festa)が初開催され、楽器への興味に加えて、新鮮なトレンドの見本市として機能している。
1990年代やそれ以降には、エルナニ・チャラパルタ学校などから新たな演奏者が生まれた。さらに、バスク地方全土に新しいチャラパルタ学校やワークショップが設立され、特にエルナニ、アライア、イルンの3自治体にあるチャラパルタ学校の質が高いとされている。現在では一人前のチャラパルタ奏者は60人を超えるとされる。木以外に鉄・石・ガラスなどを用いるようになり、和太鼓など他楽器との共演も試みられている。

## 演奏者
チャラパルタの演奏者はチャラパルタリアク(Txalapartariak)と呼ばれる。1980年代以降には何組もの著名な演奏者が生まれている。アリゴリアガ出身のホス・ゴイリは演奏にとても神秘的なアプローチを導入し、話題を呼んだ何冊かの書籍を出版した。1980年代におけるもう一組の重要な演奏者はアスペレナ出身のヘルラ・ベティ、ペルディ、ルベンであり、彼らはチャラパルタに新素材の導入を試みた。1984年以降、トマス・サン・ミゲルはヘルラ・ベティとともにピアノ&アコーディオンのデュオを組んで演奏している。1994年には、アルバム『Lesao』を発表して称賛された。1996年には『Ten』、2005年には『Dan-Txa』と、さらに2枚のチャラパルタのアルバムを発表しており、これらは三部作としてまとめられている。『Dan-Txa』では、マイカとサラのゴメス姉妹（双子）からなるスウィングデュオのトトゥクナック(Ttukunak)が、ヘルラ・ベティからスティックを引き継いだ。
8人で構成されるトゥタクンパは、2003年に『トゥタクンパ』（グループ名と同名）というアルバムを発表した。彼らは木と石でできたチャラパルタを、マリやセネガルなどのアフリカの様々な打楽器（ジャンベやケンケニ）、歌、要素と組み合わせている。フェリペとイマノルのウガルテ兄弟は1990年代初頭にチャラパルタの演奏を始め、兄のフェリペは弟のウガルテを指導して、すぐにストリートやフェスティバルでの演奏を開始した。夏期にサン・セバスティアンのブールバール通り（並木道通り）で演奏することで知られており、何度か世界中で演奏旅行を行ったほか、自身のレーベルから2枚のアルバムを発表している。
オレカTXは1990年代末からケパ・フンケラのバンドに加わってコンサートやアルバムに参加し、トリキティシャや他の民俗楽器との合奏を行っている。2006年には世界中を旅する演奏旅行の様子を記録したドキュメンタリー映画『遊牧のチャラパルタ バスク幻の伝統打楽器奏者オレカTXの旅』（原題 : Nomadak TX）が公開され、サン・セバスティアン国際映画祭のCICAE賞特別な視点部門やダーバン国際映画祭の審査員特別賞など、世界中の映画祭で8部門にノミネートされて7部門を受賞した。オレカTXは2000年と2013年に日本を訪れて公演を行っており、日本スペイン交流400周年記念イベントの一環として開催された2013年のコンサートではガイタ（ガリシア風バグパイプ）奏者のカルロス・ヌニェスやフラメンコ・ピアニストのP・リカルド・ミーニョとともに公演を行った。

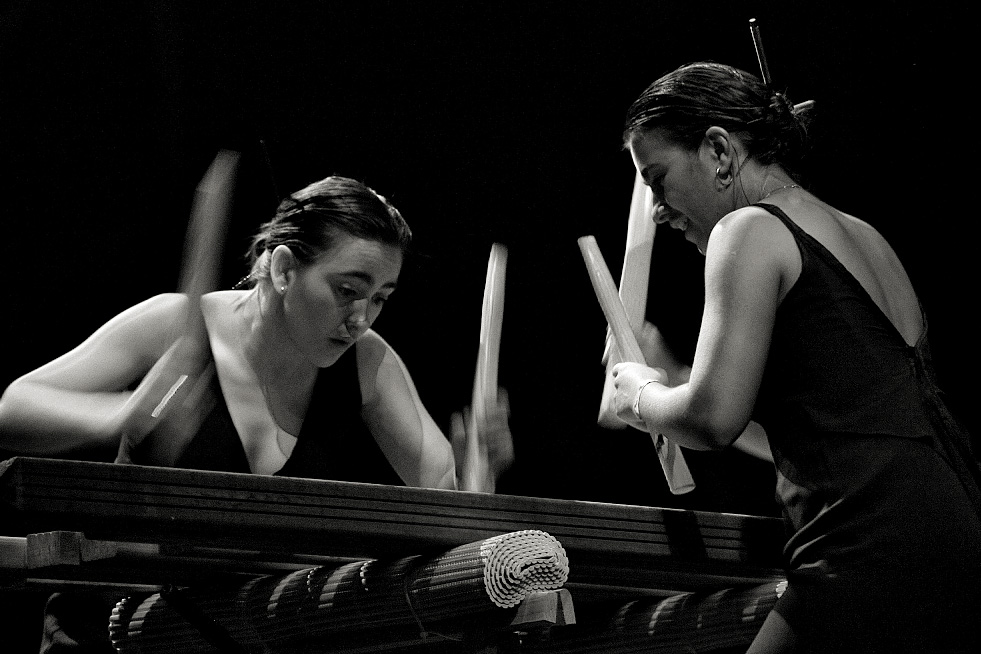
トトゥクナック
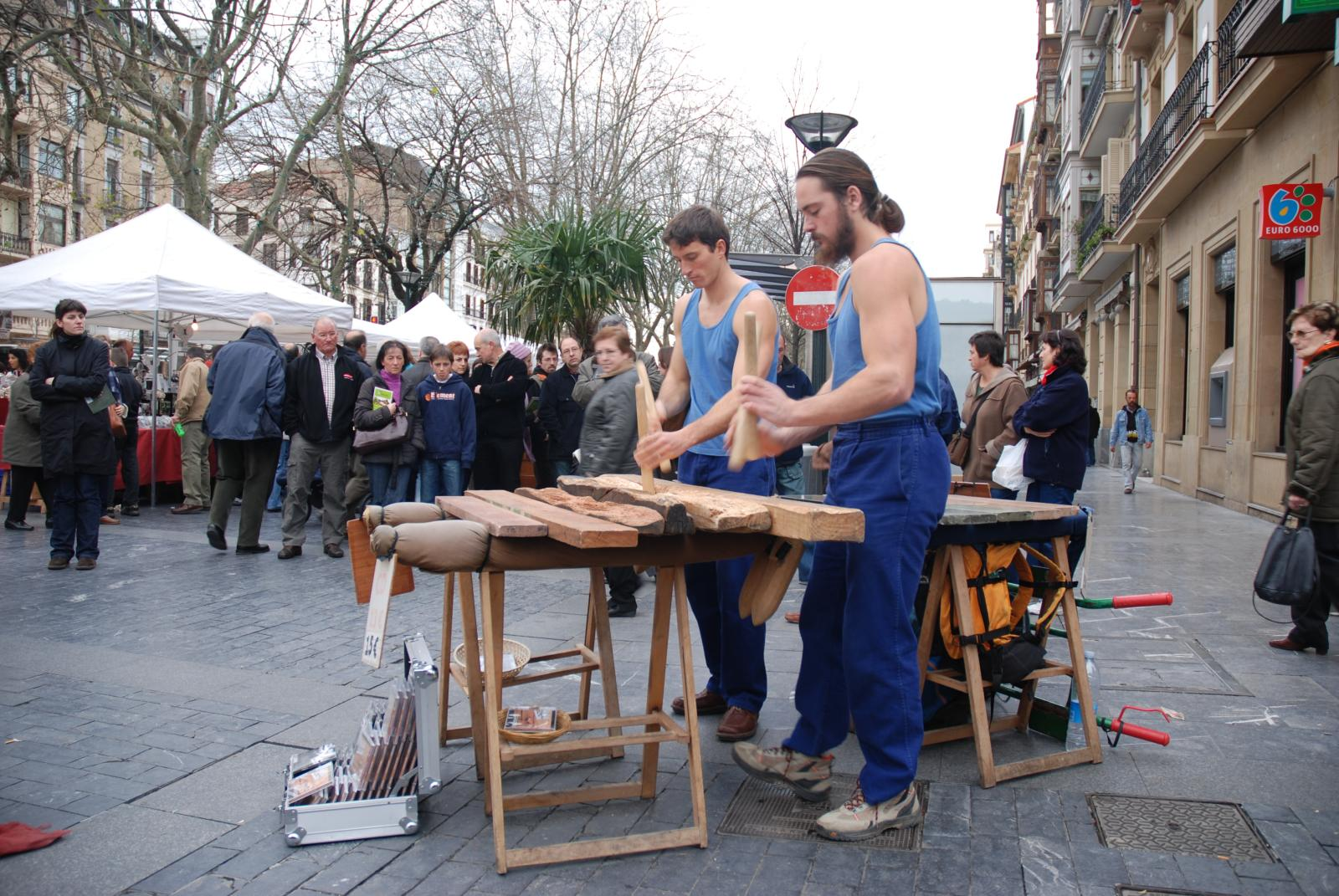
アマチュアの演奏者
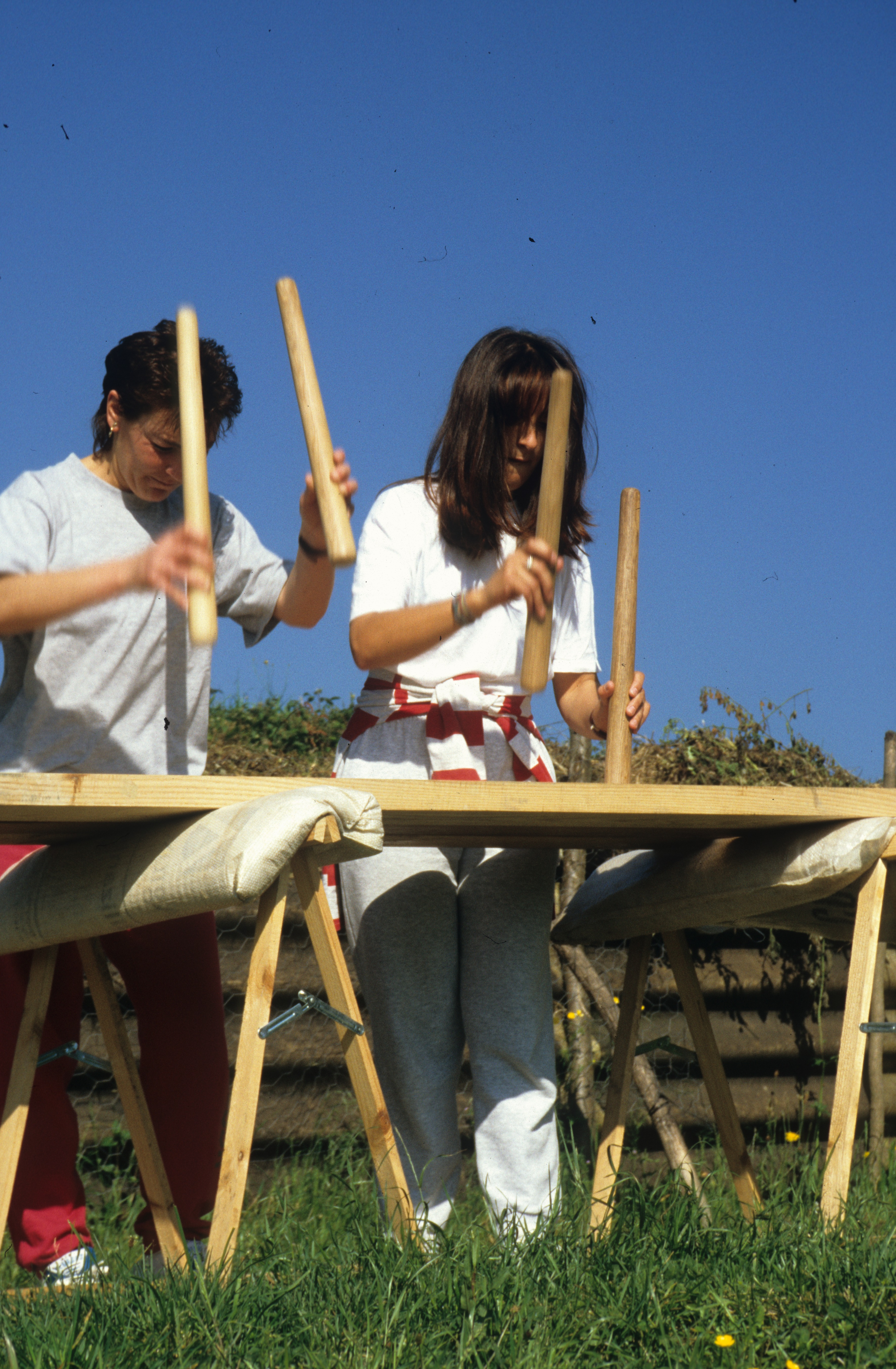
アマチュアの演奏者
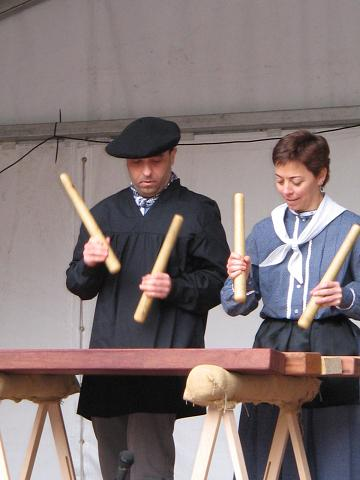
アマチュアの演奏者